# Триболюмінесценція

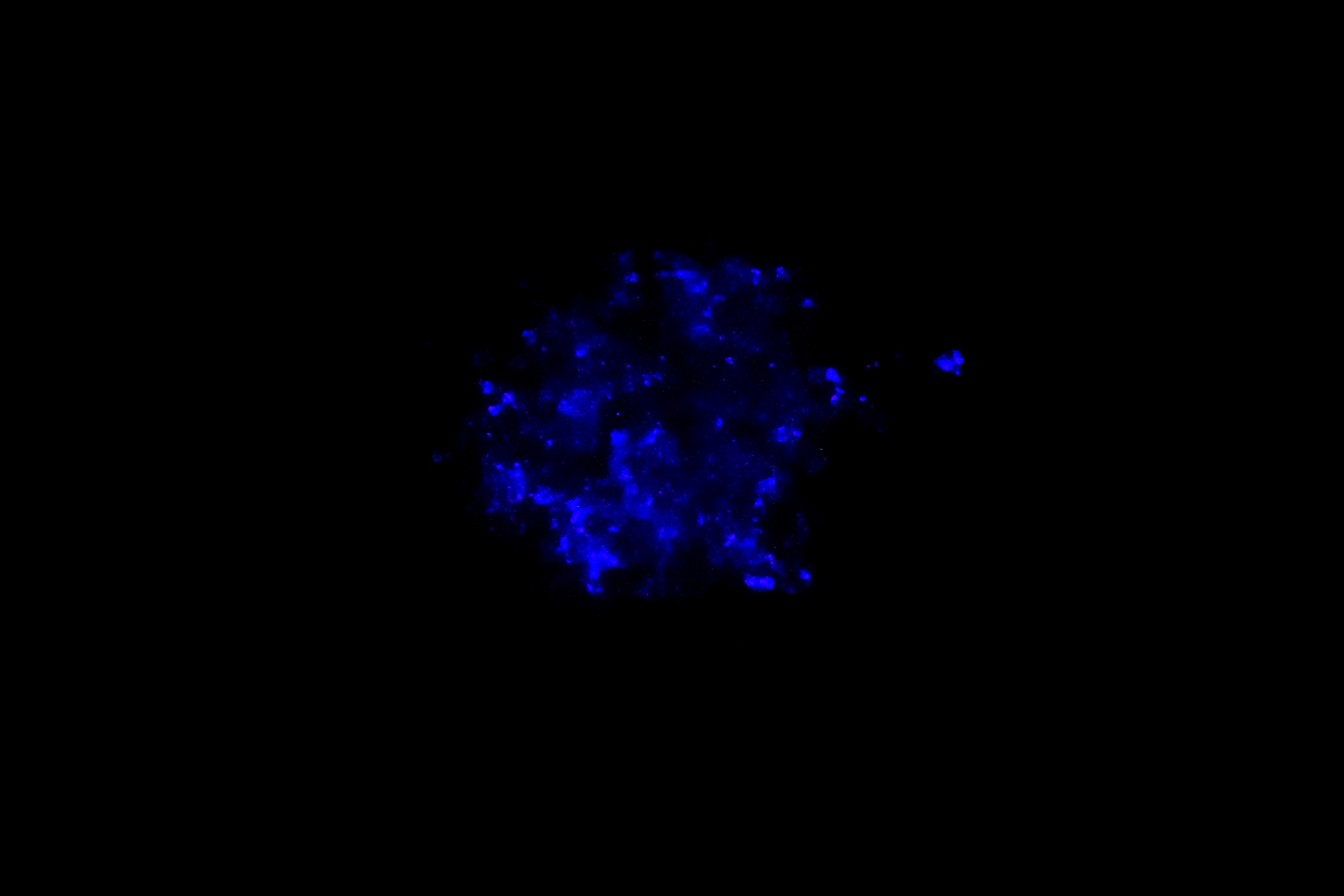
Триболюмінесценція L-нікотинового саліцилату

Триболюмінесценція — механолюмінесценція, що виникає при розтиранні, роздавлюванні або розколюванні кристалів.
Причини триболюмінесценції різні. У деяких випадках вона пояснюється збудженням фотолюмінесценції електричними розрядами, що відбуваються при розколюванні кристалічного тіла, в інших випадках вона викликається рухом дислокацій при деформації. Наприклад, при розколюванні кристала цукру виходить красивий синюватий спалах.
Як приклад триболюмінесценції — ефект Коппа-Етчеллса.
Один американський журналіст зауважив незвичайне світіння, що виникає при посадці або зльоті гелікоптера в пустелі через тертя лопатей гелікоптера об частинки піску і пилу в повітрі. Явище було названо на честь двох американських солдатів, загиблих в липні 2009 року в Афганістані (їх прізвища були Копп і Етчеллс).
Алмаз може почати світитися синім або червоним від тертя. Це іноді відбувається з алмазами під час процесу різання. Деякі інші гірські породи випромінюють світло при терті один з одним.